# Devils de Binghamton
Les Devils de Binghamton sont une équipe professionnelle de hockey sur glace de la Ligue américaine de hockey qui était basée à Binghamton dans l'État de New York.

## Histoire
Le 31 janvier 2017, les gouverneurs de la LAH approuvent le déménagement de la franchise détenue par les Devils du New Jersey d'Albany à Binghamton. L'équipe commence ses activités lors de la saison 2017-2018 et remplace les Senators de Binghamton qui évoluent désormais à Belleville en Ontario. Tous les matchs à domicile sont disputés au Floyd L. Maines Veterans Memorial Arena. Le 6 mai 2021, l'ECHL annonce que la franchise est relocalisée à Utica pour la saison 2021-2022 et reprend le nom de Comets d'Utica laissée libre par l'ancienne franchise affiliée au Canucks de Vancouver qui déménage à Abbotsford.

## Statistiques
| Saison    | PJ | V  | D  | DP | DTB | BP  | BC  | Pts | Classement              | Séries éliminatoires                               |
| --------- | -- | -- | -- | -- | --- | --- | --- | --- | ----------------------- | -------------------------------------------------- |
| 2017-2018 | 76 | 25 | 38 | 9  | 4   | 193 | 247 | 63  | 5e place, division Nord | Non qualifiés                                      |
| 2018-2019 | 76 | 28 | 41 | 7  | 0   | 201 | 278 | 63  | 8e place, division Nord | Non qualifiés                                      |
| 2019-2020 | 62 | 34 | 24 | 4  | 0   | 189 | 182 | 72  | 4e place, division Nord | Séries annulées à cause de la pandémie de Covid-19 |
| 2020-2021 | 35 | 7  | 20 | 5  | 2   | 89  | 127 | 22  | 7e place, division Nord | Séries annulées à cause de la pandémie de Covid-19 |

## Personnaliés

### Entraîneurs
- Rick Kowalsky (2017-2018)
- Mark Dennehy (2018-2021)